# 1999 LZ24
1999 LZ24 är en asteroid i huvudbältet som upptäcktes den 9 juni 1999 av LINEAR i Socorro County, New Mexico.
Asteroiden har en diameter på ungefär 13 kilometer.